# Assam-Konflikt

Lage Assams in Indien

Der Assam-Konflikt ist ein Aufstand im indischen Bundesstaat Assam.
Der Konflikt begann in den 1970er Jahren. Hauptursachen sind die wirtschaftliche Rückständigkeit der Nordostregion Indiens 
und die Spannungen zwischen Assamesen und Bengalen. Die Bengalis, die bereits zur Kolonialzeit die führenden Ämter bekleidet hatten, haben sich wirtschaftlich führende Positionen gesichert. Zusätzlich wanderten viele Bengalesen aus Bangladesh ein. Die Assamesen sehen sich benachteiligt und werfen der indischen Regierung die Ausbeutung von Ressourcen vor, insbesondere von Tee und Erdöl.
Der Konflikt eskalierte durch terroristische Aufstände militanter Assamesen-Gruppen und entsprechende Reaktionen der indischen Sicherheitskräfte. Als die stärkste dieser Gruppen gilt die United Liberation Front of Asom (ULFA), die für ein unabhängiges, sozialistisches Assam kämpft.